# Plamen Djurov
Plamen Nikiforov Djurov (Dzhurov) (født 21. april 1949 i Pleven) er en bulgarsk komponist, dirigent og pianist.
Djurov hører til den nuværende generations ledende komponister i Bulgarien. Han studerede komposition, direktion og klaver på Statens Musikakademi hos bl.a. Marin Goleminov og Konstantin Iliev.
Han har skrevet 2 symfonier, orkesterværker og kammermusik, og han er især kendt for sine korværker bl.a. et rekviem.
Djurov vandt førsteprisen ved en klaverkonkurrence i 1974. Han har ligeledes gæstedirigeret over alt i verden.

## Udvalgte værker
- Symfoni nr. 1 (1976) - for orkester
- Kammersymfoni (1980) - for kammerorkester
- Requiem - for mezzosopran, fortæller, kor og orkester (1988)
- Koncert for saxofon og orkester (2001)
- "Elegi" - for orkester (1980)
- Sonate (1975) - for klaver